# Wysokie (rejon kamieniecki)
Wysokie, dawniej: Wysokie Litewskie (biał. Высокае; ros. Высокое) – miasto na Białorusi w obwodzie brzeskim przy granicy z Polską. 5,4 tys. mieszkańców (2010). Stacja kolejowa na linii Białystok–Czeremcha–Brześć.
Miasto magnackie położone było w końcu XVIII wieku w hrabstwie wysockim w powiecie brzeskolitewskim województwa brzeskolitewskiego.

## Historia

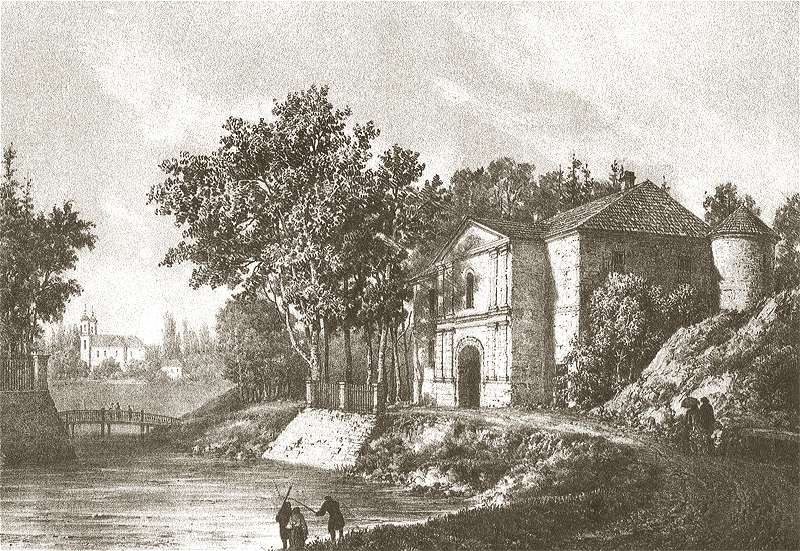
Pałac Sapiehów; obraz Napoleona Ordy z lat 70. XIX w.

Prawa miejskie magdeburskie nadał miejscowości w 1494 Aleksander Jagiellończyk, jednak wg innych źródeł prawa miejskie Wysokie otrzymało w XVI wieku. Administracyjnie miasto przynależało do powiatu brzeskolitewskiego województwa podlaskiego, a od 1566 województwa brzeskolitewskiego. Po Annie Jodkównie i Józefowej Petkiewicz dobra odziedziczyła po kądzieli Chlewicka, starościna radomska, a po niej Stanisław Chlewicki. Od tego ostatniego miejscowość odkupił Wawrzyniec Wojna, podskarbi wielki litewski, starosta piński, grodzieński i kobryński. On to ufundował w Wysokiem drewniany kościół parafialny na miejscu późniejszej kaplicy św. Barbary. Parafię katolicką erygowano w 1571 roku. Następnymi właścicielami majątku byli kolejno krajczy litewski Andrzej Wojna, syn Wawrzyńca. W 1603 roku Andrzej Wojna ufundował obecnie istniejący kościół. Wnuk tego ostatniego – Łukasz Wojna, sprzedał Wysokie wraz z Łumną, Swityczami, Raśną, Zubanami i Wojnówką wojewodzie witebskiemu, późniejszemu hetmanowi wielkiemu litewskiemu Pawłowi Janowi Sapieże.
W dobrach Sapiehów Wysokie i wymienione wsie, a także folwarki tworzyły osobny klucz. Sapiehowie posiadali w Wysokiem zamek, lecz z pierwotnego założenia do naszych czasów przetrwała jedynie siedemnastowieczna brama i pozostałości wałów. W roku 1671 król Michał Korybut Wiśniowiecki ustanowił na prośbę Benedykta Sapiehy jarmark w Wysokiem. W roku 1700, Benedykt Sapieha zrzekł się klucza na rzecz swojego syna wojewody podlaskiego Michała Józefa Sapiehy. Poważne zniszczenia miasteczka oraz okolicznych ziem przyniosła III wojna północna. Michał Józef Sapieha i jego żona Ludwika z Wielopolskich mieli położyć znaczne zasługi dla odrestaurowania kościoła parafialnego, lecz Wysokie i przyległe folwarki nie powróciły do dawnego znaczenia ekonomicznego i politycznego. W roku 1748 spłonął zamek, jednak przypuszczalnie go odbudowano, ponieważ w roku 1753 wzmiankowano „dobra Wysokie z pałacem”. Wzmianki podają wiadomość o wielkim pożarze, który miał nawiedzić miasto w roku 1758 lub 1768. Od roku 1760 majętność stanowiła własność Jabłonowskich, od 1764 Anny z Sapiehów Jabłonowskiej, siostry wojewody Aleksandra Michała Sapiehy, żony Jana Kajetana Jabłonowskiego, wojewody bracławskiego. Franciszek Sapieha (generał artylerii litewskiej), syn Aleksandra Michała, przekazał Wysokie Litewskie swojej żonie, Pelagii z Potockich, która po śmierci pierwszego męża wyszła za podpułkownika Pawła Sapiehę. Z jej inicjatywy w latach 1815-1830 zbudowano klasycystyczny pałac i założono park. W pałacu znajdowało się archiwum, pokaźna biblioteka i zbiór dzieł sztuki – splądrowany w roku 1915 podczas I wojny światowej. Od Ksawerego Sapiehy, syna Pawła, dobra wysockie otrzymała w r. 1865 jego córka Maria (żona Stanisława Potockiego). Syn Marii i Stanisława, Jakub Ksawery Potocki (1863—1934), zapisał Wysokie wraz z pozostałymi należącymi do niego majątkami na rzecz założonej przez siebie fundacji do walki z rakiem i chorobami płuc (Fundacja im. Jakuba hr. Potockiego). W posiadaniu fundacji majątek pozostawał od 27 kwietnia 1937 do czasu wkroczenia Armii Czerwonej w roku 1939.
W XIX wieku popularnością cieszyły się organizowane w Wysokiem targi na konie i bydło. Rozwojowi miejscowości sprzyjało też dogodne położenie komunikacyjne na trakcie łączącym Brześć i Białystok oraz w pobliżu linii kolejowej Brześć-Grajewo. W roku 1869 wzniesiono murowaną cerkiew, która zastąpiła drewnianą cerkiew unicką z roku 1840, w mieście znajdowała się także synagoga i 4 żydowskie domy modlitwy. W 1895 roku miasteczko liczyło 4105 mieszkańców. W latach 1834, 1851, 1855 miały miejsce poważne pożary, a po kolejnym w roku 1889 wśród drewnianej w większości zabudowy zaczęły pojawiać się budynki murowane. Za II Rzeczypospolitej miejscowość była siedzibą gminy Wysokie Litewskie. 20 kwietnia 1934 roku do miasta włączono część obszarów tej gminy (3 przedmieścia i dwór majątku Wysokie Litewskie).
Podczas okupacji hitlerowskiej, latem 1941 roku Niemcy utworzyli getto dla żydowskich mieszkańców. Przebywało w nim około 5000 (2500 z Kamieńca Litewskiego) osób. 12 listopada 1942 roku Niemcy ostatecznie zlikwidowali getto. Żydów wywieziono do obozu w Treblince. 

## Zabytki
- Kościół katolicki pw. Świętej Trójcy ufundowany w 1603 roku przez krajczego litewskiego Andrzeja Wojnę i konsekrowany 22 sierpnia 1609 roku. W 1692 roku na koszt proboszcza Jerzego Jankiewicza odlano dzwony. W 1700 roku kościół miał 6 ołtarzy. Zniszczony kościół odbudowano w latach 30. XVII wieku na koszt Michała Józefa Sapiehy i wg projektu Wincentego Rachetti z Warszawy[4]. W 1768 roku w kościele złożono serce Michała Ksawerego Sapiehy. Po 1788 roku zbudowano nową plebanię[4]. W 1845 przebudowano w stylu neogotyckim kaplicę Pana Jezusa Ukrzyżowanego. W 1871 Maria Potocka sfinansowała remont kościoła. W czasie II wojny światowej zdewastowano kościół i groby rodzinne Sapiehów. W latach 50. XX wieku kościół został przebudowany na halę sportową. Wtedy też komuniści zburzyli wieże. Oddany katolikom w 1990 r., a proboszczem w 1992 roku został ksiądz Jan Wasilewski[4]. Kościół został odremontowany, jednak nie przywrócono mu barokowych zwieńczeń na wieżach i zdobnego szczytu nad wejściem. We wnętrzu modernistyczny ołtarz boczny z lat 20-30 XX wieku. Ławki neogotyckie[4].

- Brama kościelna w stylu barokowym z XVIII wieku.
- Plebania barokowa z 1788 roku.
- Kaplica katolicka pw. św. Barbary, barokowa z 1772 roku wieku wznosząca się na wysokim brzegu rzeki Pulwy. Poświęcona w 1773 roku. Zbudowana z cegły na miejscu pierwszego drewnianego kościoła katolickiego z 1571 roku. Odrestaurowana w 1909 roku. Po II wojnie wykorzystywana jako magazyn. We wnętrzu stiuki (ornamenty roślinne i motywy militarne) i trzy ołtarze rokokowe z czasów budowy[4]. Obecne zadaszenie nie przypomina pierwotnego.
- Pałac Potockich, klasycystyczny wzniesiony w latach 1816–1820 przez księżną Pelagię z Potockich Sapieżynę. Zachował się układ wnętrz i resztki dekoracji stiukowej. Po bokach pałacu dwie oficyny i zespół zabudowań gospodarczych. Po II wojnie był siedzibą pograniczników, później była w nim szkoła z internatem. Obecnie pałac opuszczony i zdewastowany.
- Cerkiew prawosławna Podwyższenia Krzyża Pańskiego z 1869[7], parafialna[8].
- Brama zamku w XVII wieku i park zamkowy założony w XVIII wieku na tarasie rzeki o pow. ok. 14 ha z dużym stawem. Na terenie parku resztki fundamentów i bastionowe umocnienia ziemne dawnego zamku. W obrębie wałów zbudowano boisko sportowe.
- Kapliczka przydrożna z 1909 roku w północno-zachodniej części miasta.
- Klasztor bonifratrów

## Galeria

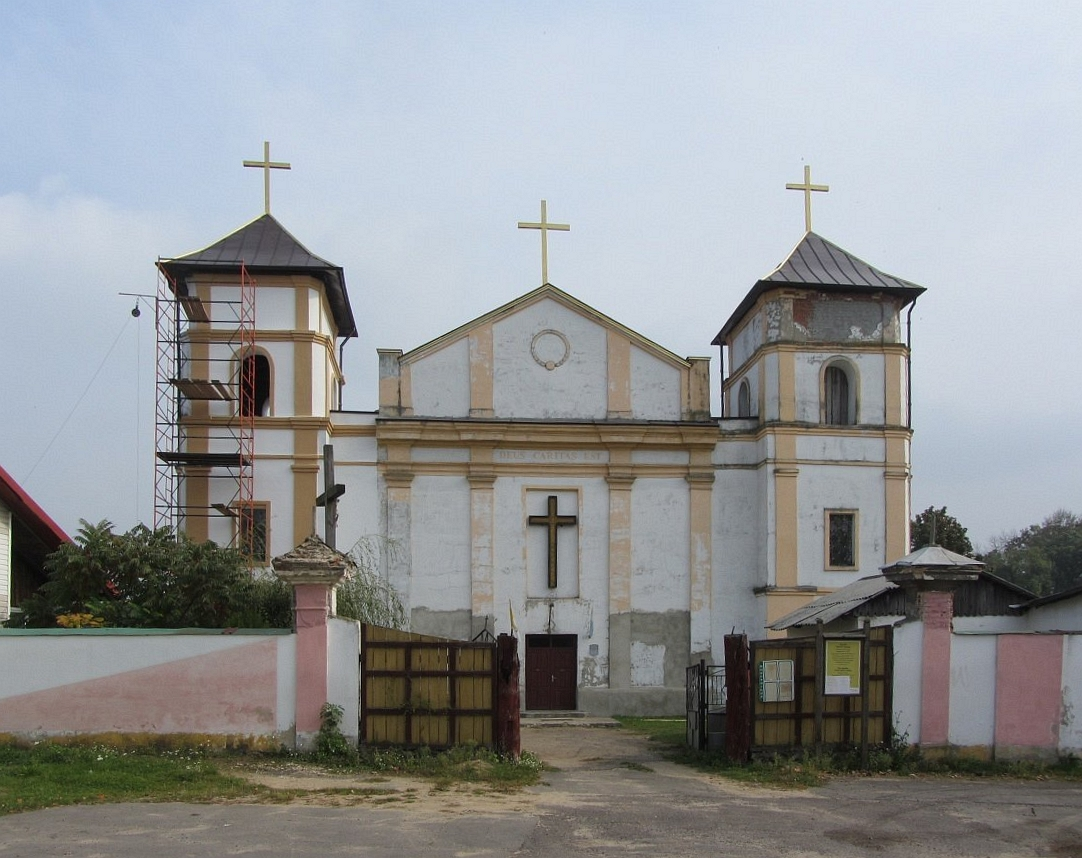
Kościół Świętej Trójcy
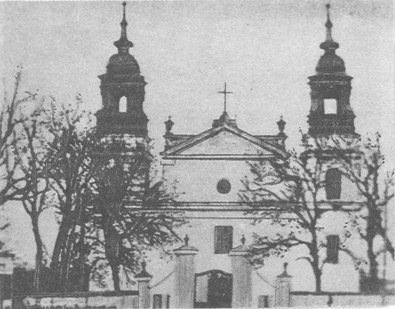
Wygląd kościoła do lat 50. XX wieku.
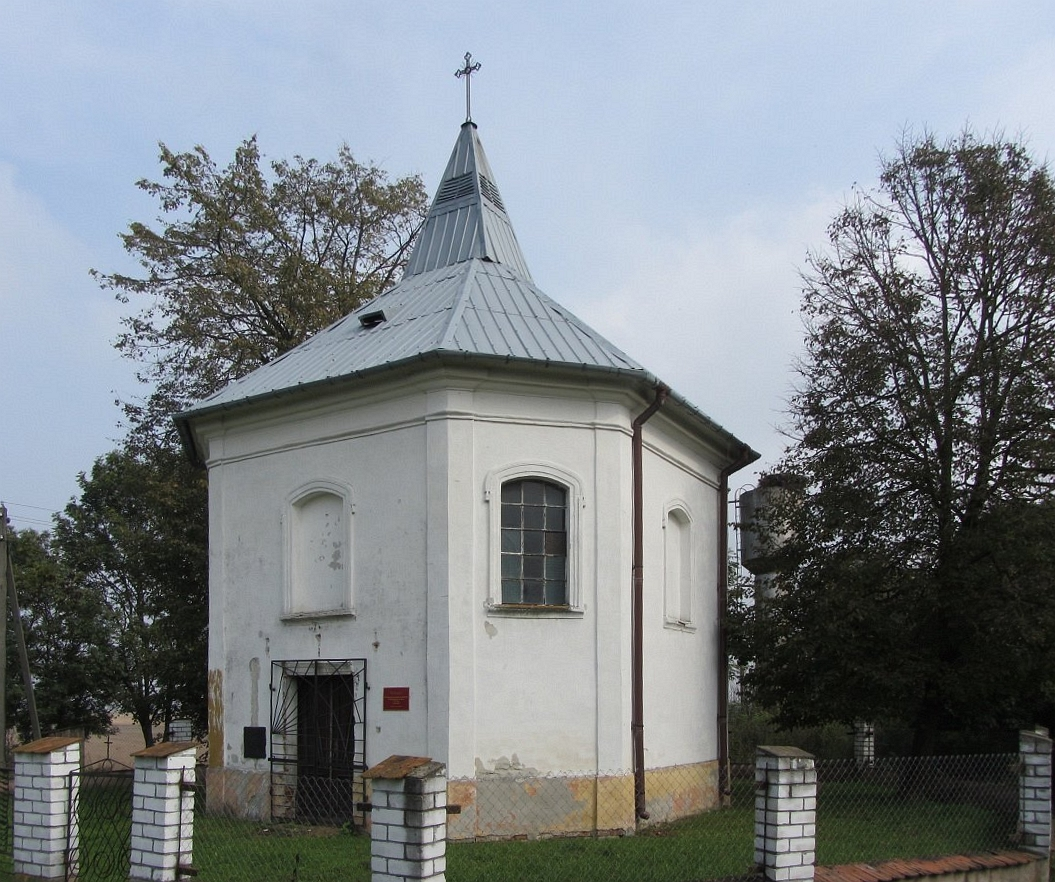
Kaplica św. Barbary
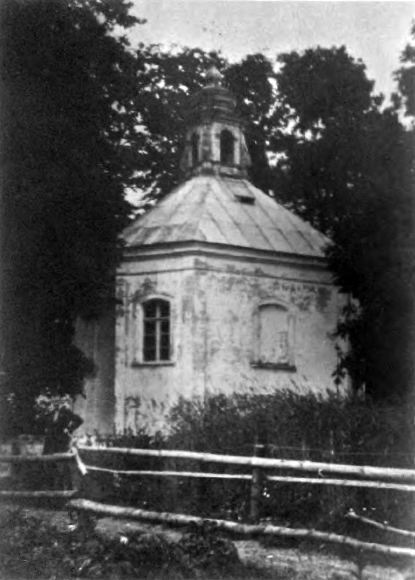
Oryginalne zwieńczenie kaplicy św. Barbary
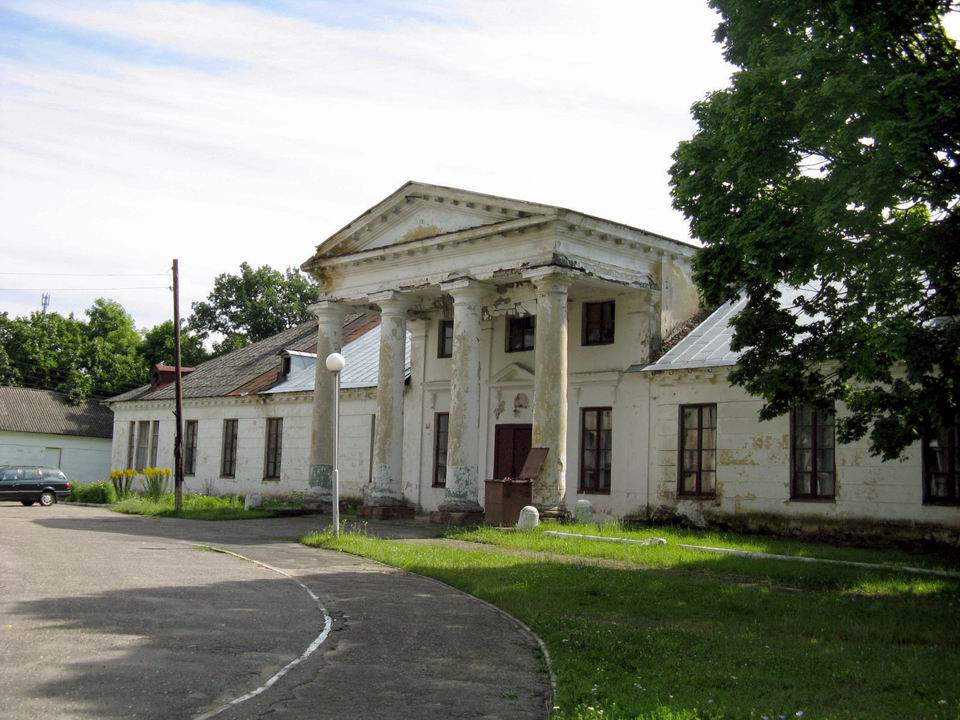
Pałac Potockich
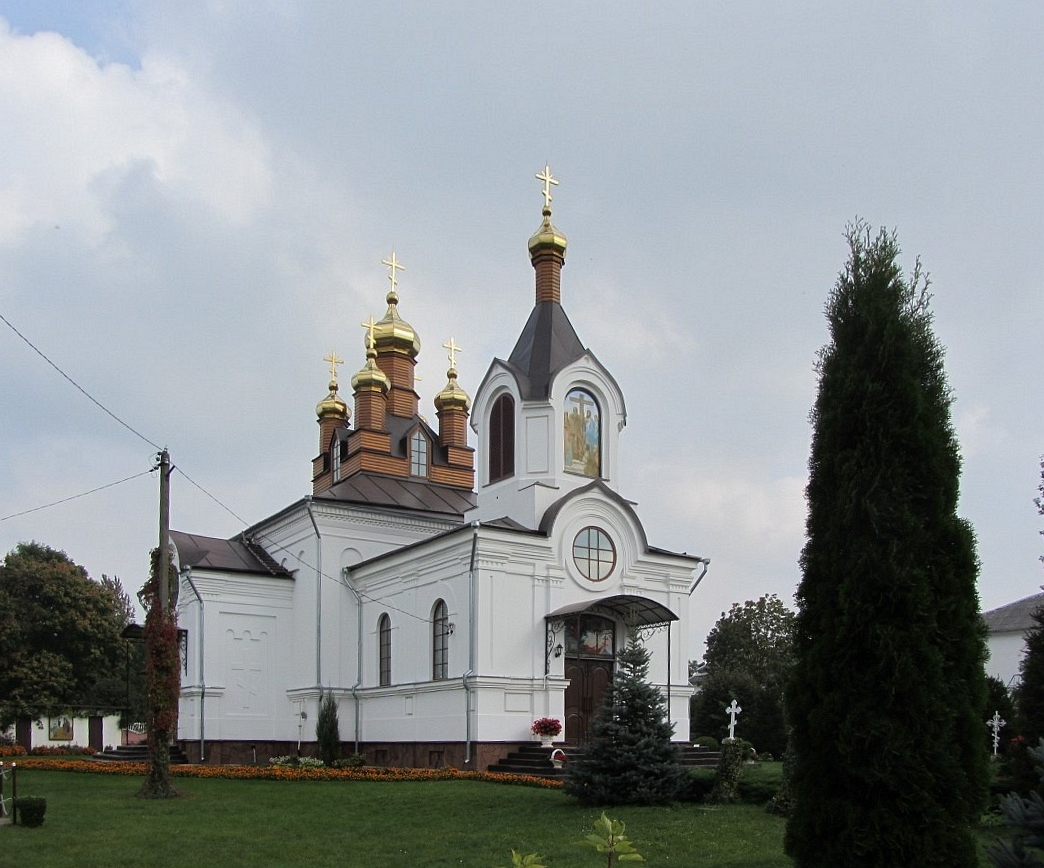
Cerkiew prawosławna Podwyższenia Krzyża Pańskiego
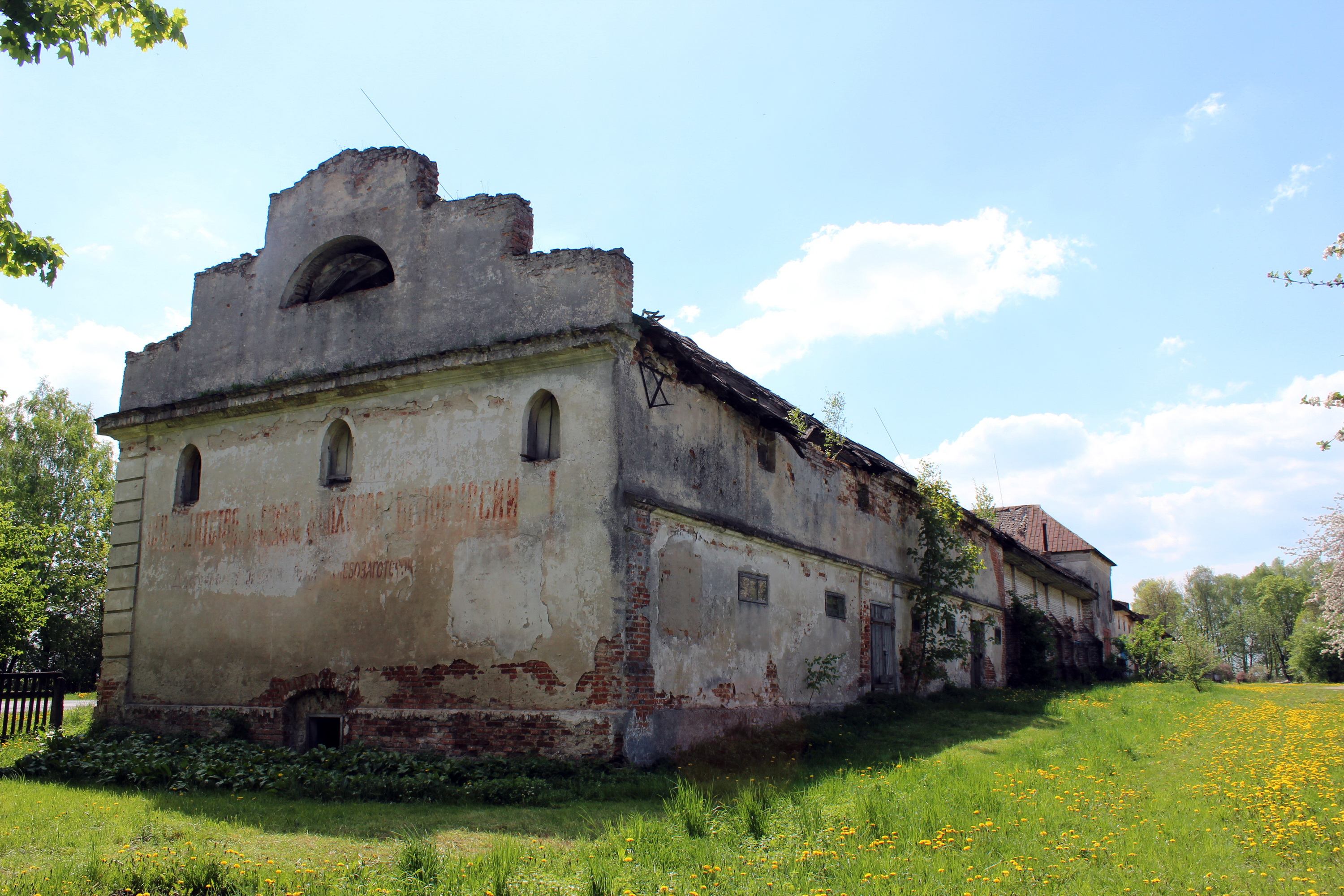
Klasztor bonifratów
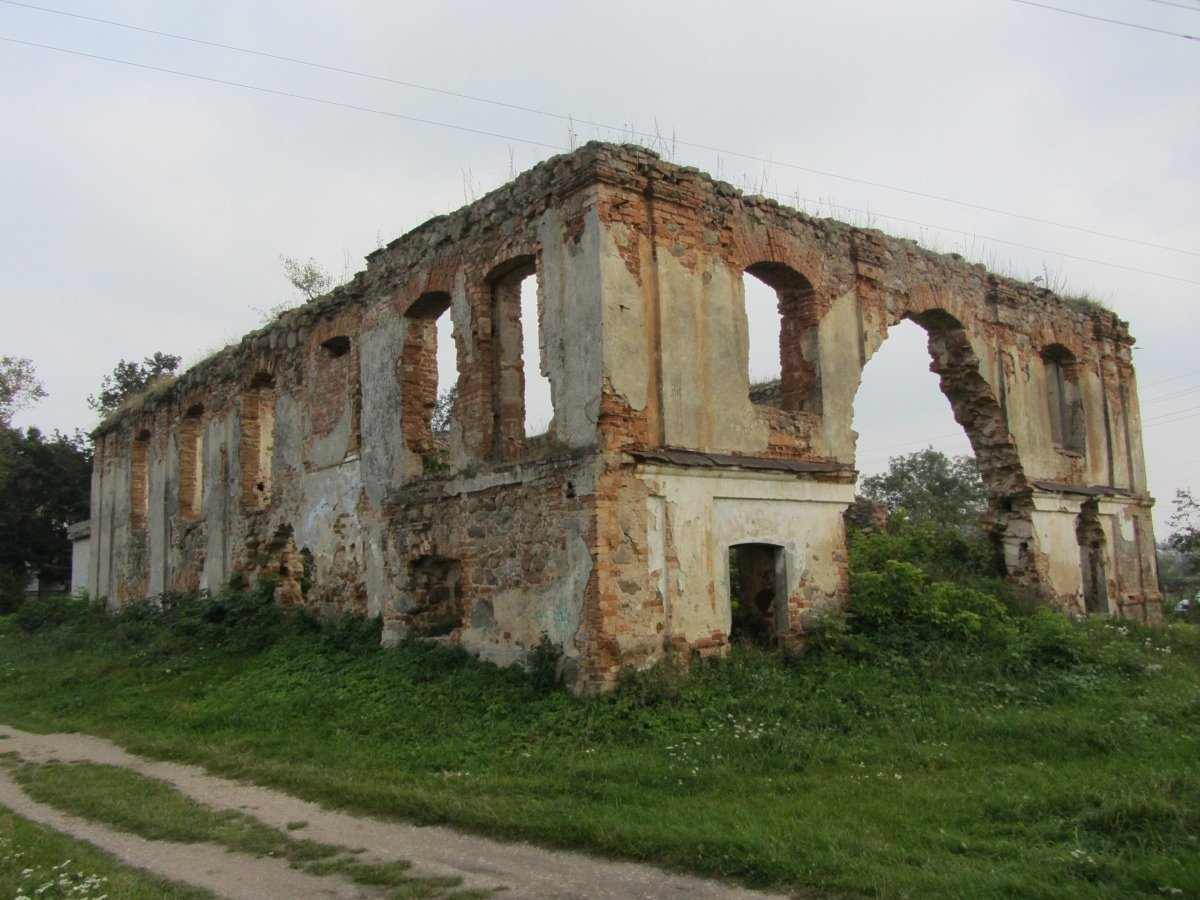
Ruiny synagogi
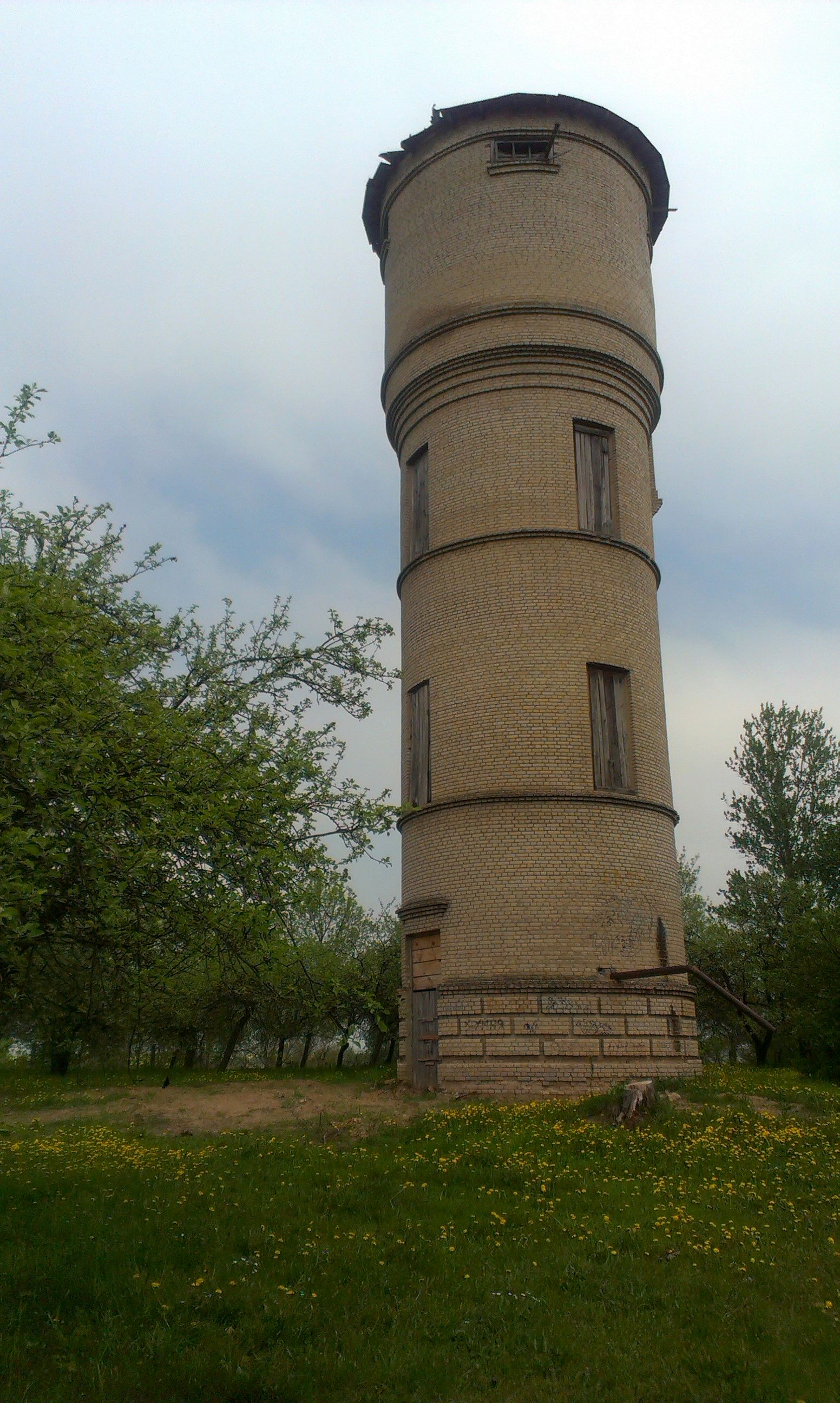
Wieża ciśnień
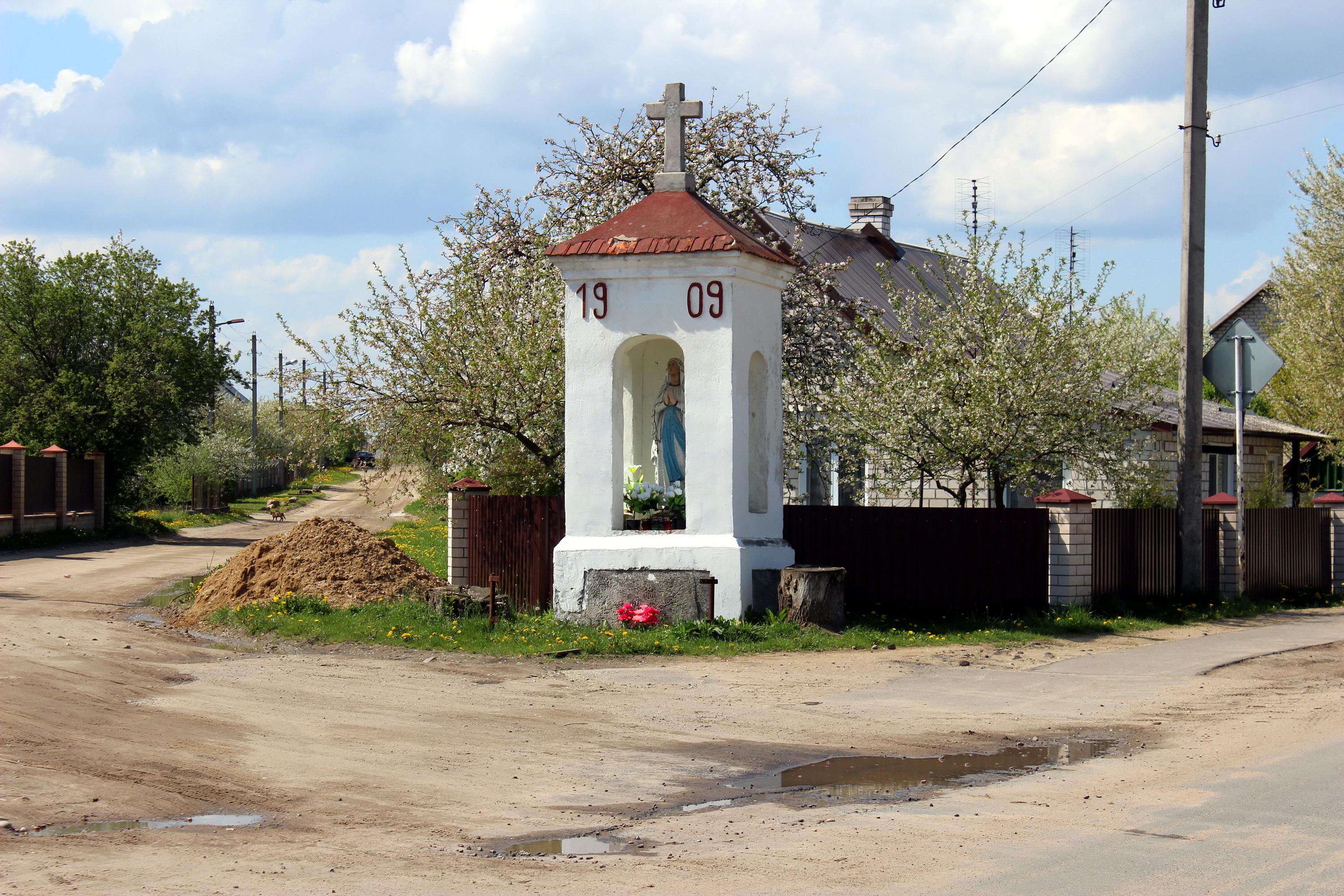
Kapliczka w 1909 roku

## Urodzeni w Wysokiem
- Jerzy Janusz Terej – polski historyk, doktor habilitowany nauk humanistycznych, specjalista i badacz dziejów II RP i II wojny światowej.
- Aleksander Chrystowski  – polski działacz polityczny i społeczny, adwokat, był pierwszym prezesem Łomżyńskiego Towarzystwa Wioślarskiego, był posłem do Dumy Państwowej Imperium Rosyjskiego[9].